# Bombus amurensis

Bombus amurensis är en biart som beskrevs av Radoszkowski 1862. Den ingår i släktet humlor och familjen långtungebin. Inga underarter finns listade.

## Beskrivning
Arten har kort päls som är svart på huvudet (dock med inblandning av gula hår hos hanarna), gul på ovandelen av mellankroppen med undantag för en ringformad, svart fläck mittemellan vingfästena och gul även på bakkroppen med undantag för den yttersta bakkroppsspetsen, som är svart. På tergiterna 3 till 5 hos honorna, 3 till 6 hos hanarna finns en liten, svart triangel av hår mitt i den bakre kanten. Trianglarna är obetydliga, och det förekommer att de saknas helt hos honorna. Den svarta fläcken mellan vingfästena är störst hos arbetarna, medan den kan saknas hos många hanar. Även den gula färgen är kastberoende; drottningar och mellankroppen hos stora hanar har mera brungul färg, medan färgen är blekgul hos arbetarna.

## Ekologi
Åtminstone i Ryssland kan arten gå upp till höjder på 2 600 m.
Som alla i undersläktet (Subterraneobombus) är arten långtungad, och söker sig främst till blommor med djupa kalkar. Undersläktets arter föredrar öppna gräsmarker, gärna i bergen, och halvöknar.

## Utbredning
Utbredningsområdet omfattar Tuva, Transbajkal och Kamtjatka i Ryssland, samt Altaj och Centralasien.